# Eomarginulinella
Eomarginulinella es un género de foraminífero bentónico de la subfamilia Marginulininae, de la familia Vaginulinidae, de la superfamilia Nodosarioidea, del suborden Lagenina y del orden Lagenida. Su especie tipo es Marginulinella typica. Su rango cronoestratigráfico abarca desde el Wordiense (Pérmico medio) hasta el Changhsingiense (Pérmico superior).

## Discusión
Algunas clasificaciones incluyen Eomarginulinella en la Familia Marginulinidae.

## Clasificación
Eomarginulinella incluye a las siguientes especies:
- Eomarginulinella parvula †
- Eomarginulinella serbica †
- Eomarginulinella typica †
- Eomarginulinella urbana †